# Mieczysław Kapiak
Mieczysław Kapiak (ur. 15 sierpnia 1911 w Warszawie, zm. 20 września 1975 tamże) – polski kolarz, olimpijczyk z Berlina 1936.

## Życiorys
Był synem Szczepana i Anny. Karierę kolarską rozpoczął pod koniec lat dwudziestych. Startował zawodach dla niestowarzyszonych w organizowanych przez tygodnik Stadion. Do 1935 roku był zawodnikiem klubu Prąd Warszawa. Następnie był zawodnikiem stołecznego Jura. W 1933 i 1937 startował w wyścigu dookoła Polski zajmując miejsca 13 i 10. W 1936 roku zdobył 5. miejsce w mistrzostwach Polski.
Na igrzyskach olimpijskich 1936 r. zajął 38. miejsce w wyścigu indywidualnym oraz miejsca 6 – 17 w wyścigu drużynowym (brano pod uwagę czasy 3 najlepszych zawodników z wyścigu indywidualnego).
Wicemistrz Polski w wyścigu szosowym ze startu wspólnego w roku 1938 oraz brązowego medalu w roku 1939. Podczas okupacji organizował życie sportowe. Startował razem z bratem Józefem w wyścigach riksz.
Pochowany na cmentarzu Bródnowskim (kwatera 36C-2-10).